# Barlavento
De Barlavento-archipel is de noordelijke (bovenwindse) eilandengroep van Kaapverdië. De Barlavento vormen een van de twee geografische regio's van het land. Ongeveer 34% van de bevolking van Kaapverdië woont op de bovenwindse eilanden. De eilanden worden in de twee volgende groepen verdeeld.
Santo Antão, São Vicente, São Nicolau, Santa Luzia, Branco en Razo liggen in het westen en zijn rotsachtige, vulkanische eilanden waarop landbouw bedreven kan worden. 
Sal en Boa Vista liggen in het oosten en zijn vrij vlakke woestijnachtige eilanden waar de economie voornamelijk draait om zoutwinning. De laatste jaren echter wordt toerisme steeds belangrijker. De eilanden hebben veel overeenkomsten met Maio die tot de Sotavento-archipel groep behoort.
Barlavento-archipel: Boa Vista · Branco · Razo · Sal · Santa Luzia · Santo Antão · São Nicolau · São Vicente

Sotavento-archipel: Brava · Fogo · Maio · Santiago